# Polygala macrolophos
Polygala macrolophos är en jungfrulinsväxtart som beskrevs av Justus Carl Hasskarl. Polygala macrolophos ingår i släktet jungfrulinssläktet, och familjen jungfrulinsväxter. Inga underarter finns listade i Catalogue of Life.